# 승낙출입자
|                                                      |
| 불법행위법                                           |
| 영미법 시리즈                                        |
| 과실                                                 |
| 주의의무 · 주의기준                                  |
| 근인 · 사실추정의 원칙                               |
| 과실계산 · 가해자 완전책임                           |
| 과실의 정신적 가해행위                               |
| 구조원칙 · 구조의무                                  |
| 법률상 불법행위                                      |
| 제조물책임법 · 고위험 행위                           |
| 불법침입인 · 승낙출입자 · 고객                       |
| 유인적 위험물                                        |
| 재산관련 불법행위                                    |
| 불법침해 · 컨버전                                    |
| 압류동산회복소송 · 동산점유회복소송 · 횡령물회복소송 |
| 유해물                                               |
| 근린방해 · 라일랜즈 대 플레처 판결                   |
| 의도적 불법행위                                      |
| 폭행위협 · 폭행 · 불법감금                           |
| 정신적 피해                                          |
| 승낙 · 필요 · 자기방어                               |
| 명예관련 불법행위                                    |
| 명예훼손 · 사생활 침해                               |
| 신뢰훼손 · 절차악용                                  |
| 악의적 기소                                          |
| 경제적 불법행위                                      |
| 사기 · 불법적 간섭                                   |
| 음모 · 영업방해                                      |
| 의무, 변론, 구제방법                                 |
| 상대적 과실과 과실 기여                              |
| 명백한 회피 기회 원칙                                |
| 상급자책임 · 동의는 권리침해 성립을 조각             |
| 패륜적 계약에서 채권발생 없다                        |
| 손해배상 · 금지명령                                  |
| 영미법                                               |
| 미국의 계약법 · 미국의 재산법                        |
| 미국의 유언신탁법                                    |
| 미국의 형법 · 미국의 증거법                          |

승낙출입자(承諾出入者,licensee)란 미국의 불법행위법의 한 개념으로 재산안에 출입을 재산 소유자로부터 허가받은 자로 사업상의 목적이 아닌 사교적인 목적으로 들어온 경우를 지칭한다. 재산 소유자는 승낙출입자에게 위험에 대해 고지할 책임을 지나 위험자체를 제거하거나 처리할 의무는 없다. 보통 119 구조원이나 소방관들은 승낙출입자로 간주된다. 고객과 차이점은 승낙출입자의 입장이 재산 소유자에게 경제적인 이익을 위하는 것이 아니라는 점이다.

## 같이 보기
- 불법침입인
- 고객

## 참고 문헌
- Black's Law Dictionary 1486 (8th ed. 2004)